# Smeringopina beninensis
Espèce
Smeringopina beninensis est une espèce d'araignées aranéomorphes de la famille des Pholcidae.

## Distribution
Cette espèce  se rencontre dans le Sud-Ouest du Nigeria et dans le Sud du Bénin,.

## Description
Le mâle décrit par Huber en 2013 mesure 10,2 mm.

## Étymologie
Son nom d'espèce, composé de benin et du suffixe latin -ensis, « qui vit dans, qui habite », lui a été donné en référence au lieu de sa découverte, le Bénin.

## Publication originale
- Kraus, 1957 : Araneenstudien 1. Pholcidae (Smeringopodinae, Ninetinae). Senckenbergiana Biologica, vol. 38, p. 217-243.